# Stomatorhinus ivindoensis
Stomatorhinus ivindoensis är en fiskart som beskrevs av Sullivan och Hopkins 2005. Stomatorhinus ivindoensis ingår i släktet Stomatorhinus och familjen Mormyridae. IUCN kategoriserar arten globalt som starkt hotad. Inga underarter finns listade i Catalogue of Life.